# Erin Hamlin
Erin Hamlin (n. 19 noiembrie 1986, New Hartford⁠(d), Oneida, New York, SUA) este o sportivă ce a reprezentat Statele Unite ale Americii, medaliată olimpică. A participat la 3 ediții ale Jocurilor Olimpice (2006, 2010, 2014) în care a câștigat o medalie de bronz.